# موسكوي (كاليفورنيا)
موسكوي (بالإنجليزية: Muscoy CDP, California)‏ هي منطقة سكنية تقع بولاية كاليفورنيا في الولايات المتحدة. تبلغ مساحتها 8.150 كم2، وترتفع عن سطح البحر 423 م، بلغ عدد سكانها 10,644 نسمة في عام 2010 حسب إحصاء مكتب تعداد الولايات المتحدة وتصل الكثافة السكانية فيها 1,306 نسمة لكل كيلومتر مربع (3,382.5/ميل2).

## التركيبة السكانية
حدّد مكتب تعداد الولايات المتحدة بيانات التركيبة السكانية لموسكوي في تعداد الولايات المتحدة. في ما يلي، التركيبة السكانية حسب تعدادي 2000 و2010.

### تعداد عام 2000
بلغ عدد سكان موسكوي 8,919 نسمة بحسب تعداد عام 2000، وبلغ عدد الأسر 2,029 أسرة وعدد العائلات 1,725 عائلة مقيمة في المنطقة السكنية. في حين سجلت الكثافة السكانية 1,094.4 نسمة لكل كيلومتر مربع (2,834.5/ميل2). وبلغ عدد الوحدات السكنية 2,299 وحدة بمتوسط كثافة قدره 282.1 لكل كيلومتر مربع (730.6/ميل2).
وتوزع التركيب العرقي للمنطقة السكنية بنسبة 42.71% من البيض و7.70% من الأمريكيين الأفارقة و2.11% من الأمريكيين الأصليين و0.95% من الأمريكيين ذوي الأصول الآسيوية و0.61% من سكان جزر المحيط الهادئ و40.68% من الأعراق الأخرى و5.25% من عرقين مختلطين أو أكثر و66.29% من الهسبانيون أو اللاتينيون من أي عرق.
بلغ عدد الأسر 2,029 أسرة كانت نسبة 64.2% منها لديها أطفال تحت سن الثامنة عشر تعيش معهم، وبلغت نسبة الأزواج القاطنين مع بعضهم البعض 54% من أصل المجموع الكلي للأسر، ونسبة 21.2% من الأسر كان لديها معيلات من الإناث دون وجود شريك،  بينما كانت نسبة 9.8% من الأسر لديها معيلون من الذكور دون وجود شريكة وكانت نسبة 15% من غير العائلات. تألفت نسبة 11.7% من أصل جميع الأسر من عدة أفراد يعيشون في نفس المنزل ونسبة 4.2% كانت تتألف من شخص يعيش بمفرده يبلغ من العمر 65 عاماً أو أكثر. وبلغ متوسط حجم الأسرة المعيشية 4.28، أما متوسط حجم العائلات فبلغ 4.47.
بلغ العمر الوسطي للسكان 23.4 عاماً. وكانت نسبة 39.3% من القاطنين تحت سن الثامنة عشر، وكانت نسبة 11.1% بين الثامنة عشر والرابعة والعشرين عاماً، ونسبة 26.9% كانت واقعةً في الفئة العمرية ما بين الخامسة والعشرين والرابعة والأربعين عاماً، ونسبة 14.6% كانت ما بين الخامسة والأربعين والرابعة والستين، ونسبة 5.5% كانت ضمن فئة الخامسة والستين عاماً فما فوق. يوجد لكل 100 أنثى 101.1 ذكر، ويوجد لكل 100 أنثى في الثامنة عشر من عمرها فما فوق 100.0 ذكر.
بلغ متوسط دخل الأسرة في المنطقة السكنية 25,635 دولارًا، أما متوسط دخل العائلة فبلغ 24,871 دولارًا. وكان متوسط دخل الذكور 25,474 دولارًا مقابل 20,462 دولارًا للإناث. وسجل دخل الفرد الخاص بالمنطقة السكنية 8,130 دولارًا. وكانت نسبة 36.9% من العائلات ونسبة 36.5% من السكان تحت خط الفقر، وكان من هؤلاء نسبة 41.8% تحت سن الثامنة عشر ونسبة 16.8% في الخامسة والستين من العمر وما فوق.

### تعداد عام 2010
بلغ عدد سكان موسكوي 10,644 نسمة بحسب تعداد عام 2010، وبلغ عدد الأسر 2,231 أسرة وعدد العائلات 1,933 عائلة مقيمة في المنطقة السكنية. في حين سجلت الكثافة السكانية 1,306 نسمة لكل كيلومتر مربع (3,382.5/ميل2). وبلغ عدد الوحدات السكنية 2,443 وحدة بمتوسط كثافة قدره 299.8 لكل كيلومتر مربع (776.5/ميل2).
وتوزع التركيب العرقي للمنطقة السكنية بنسبة 41.89% من البيض و4.27% من الأمريكيين الأفارقة و1.17% من الأمريكيين الأصليين و0.95% من الأمريكيين ذوي الأصول الآسيوية و0.15% من سكان جزر المحيط الهادئ و46.90% من الأعراق الأخرى و4.67% من عرقين مختلطين أو أكثر و82.90% من الهسبانيون أو اللاتينيون من أي عرق.
بلغ عدد الأسر 2,231 أسرة كانت نسبة 64.8% منها لديها أطفال تحت سن الثامنة عشر تعيش معهم، وبلغت نسبة الأزواج القاطنين مع بعضهم البعض 55.2% من أصل المجموع الكلي للأسر، ونسبة 19% من الأسر كان لديها معيلات من الإناث دون وجود شريك،  بينما كانت نسبة 12.5% من الأسر لديها معيلون من الذكور دون وجود شريكة وكانت نسبة 13.4% من غير العائلات. تألفت نسبة 8.8% من أصل جميع الأسر من عدة أفراد يعيشون في نفس المنزل ونسبة 3% كانت تتألف من شخص يعيش بمفرده يبلغ من العمر 65 عاماً أو أكثر. وبلغ متوسط حجم الأسرة المعيشية 4.64، أما متوسط حجم العائلات فبلغ 4.76.
بلغ العمر الوسطي للسكان 24.9 عاماً. وكانت نسبة 35.5% من القاطنين تحت سن الثامنة عشر، وكانت نسبة 14.6% بين الثامنة عشر والرابعة والعشرين عاماً، ونسبة 25.5% كانت واقعةً في الفئة العمرية ما بين الخامسة والعشرين والرابعة والأربعين عاماً، ونسبة 18.8% كانت ما بين الخامسة والأربعين والرابعة والستين، ونسبة 5.6% كانت ضمن فئة الخامسة والستين عاماً فما فوق. وتوزع التركيب الجنسي للسكان بنسبة 50.7% ذكور و49.3% إناث.